# Светлая Заря (Гомельская область)
Светлая Заря (бел. Све́тлая Зара́) — посёлок в Поколюбичском сельсовете Гомельского района Гомельской области Республики Беларусь.

## География

### Расположение
В 5 км от железнодорожной станции Костюковка (на линии Жлобин — Гомель), 8 км на север от Гомеля.

## Транспортная сеть
Транспортные связи по просёлочной, затем автомобильной дороге Остров — Гомель. Планировка состоит из прямолинейной, почти широтной улицы, застроенной деревянными усадьбами.

## История
Основан в начале XX века переселенцами из соседних деревень. В 1926 году в Лопатинском сельсовете Гомельского района Гомельского округа В 1930 году организован колхоз «Светлая заря», работали 2 ветряные мельницы. В 1931 году жители вступили в колхоз. В 1959 году в составе коллективно-долевого хозяйства «Лопатинское» (центр — деревня Лопатино).

## Население

### Численность
- 2004 год — 44 хозяйства, 106 жителей.

### Динамика
- 1926 год — 29 дворов, 183 жителя.
- 1959 год — 160 жителей (согласно переписи).
- 2004 год — 44 хозяйства, 106 жителей.